# パエトーン

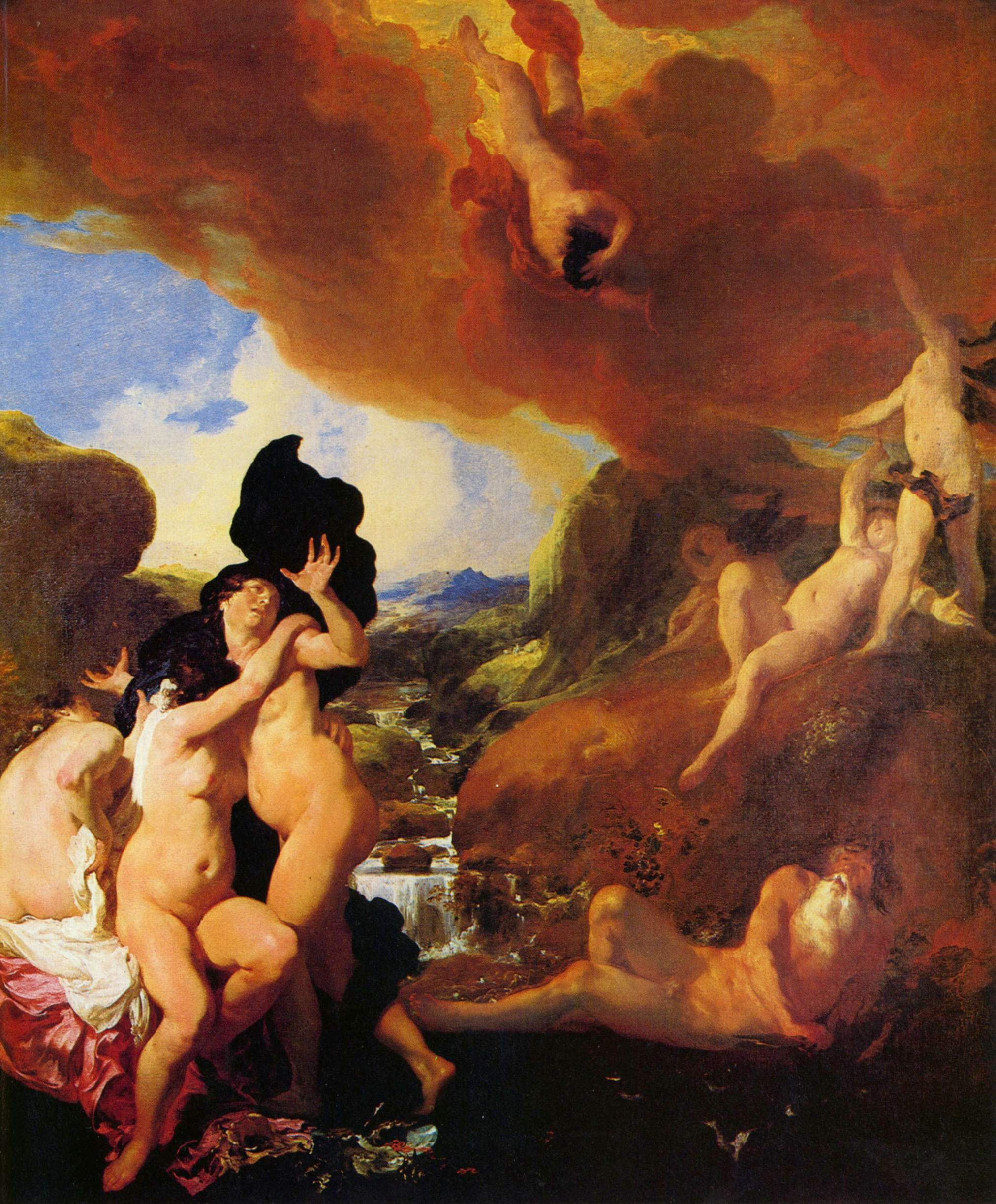
ヨハン・リス作『パエトンの墜落』（17世紀初め）

パエトーン（古希: Φαέθων, Phaëthōn）は、ギリシア神話の登場人物である。長母音を省略してパエトン、ファエトン、フェートンとも表記される。

## 概説
ガイウス・ユリウス・ヒュギーヌスの『神話集』は太陽神ヘーリオスとオーケアノスの娘クリュメネーの子で、ヘーリアデスと兄弟とするが、オウィディウスの『変身物語』はアポローンの子とする。
エーオースと関連づけられることもある。『神統記』はエーオースとケパロスの子とし、アプロディーテーが誘拐して自らの神殿の護り人としたとする。『ビブリオテーケー』はエーオースとケパロスの孫であるとする。『オデュッセイア』はエーオースの馬の名としてパエトーンを挙げる。
天体名として挙げられることもある。マルクス・トゥッリウス・キケロ『神々の本性について』は12年で天球を一周する惑星としてパエトーンを挙げており、明らかに木星を指している。またヒュギーヌス『天文詩』はエラトステネースの説として、土星をパエトーンと呼ぶとする。アリストテレース『メテオーロロギアー』はピタゴラス教団の説として、パエトーンは地上に落ちた星であり、天の川が落下の痕跡であるとする。
また、地上に大災害をもたらした原因として語られることがある。『神話集』はパエトーンが墜落したため、地上に大火事が起き、これを消し止めるためにゼウスが川の水を氾濫させたことによってデウカリオーンの大洪水が起きたとする。また、『ティマイオス』はパエトーンの墜落は、過去に起きた大火災の記録であるとする。これらの説は20世紀の疑似科学で大いにもてはやされ、イマヌエル・ヴェリコフスキーをはじまりとする「古代隕石衝突説」の根拠として使われている。

## 神話

ルーベンス『パエトンの墜落』（1604年 - 1605年頃）ナショナル・ギャラリー・オブ・アート（ワシントンD.C.）

パエトーンの神話の記述は多くない。『神話集』には、パエトーンが太陽の戦車を駆ってベレロポーンよろしく天界に昇らんと欲して、ゼウスの雷により撃ち落とされたことがわずかに語られている。
現在最も知られているパエトーンの物語は『変身物語』に語られるものであり、以下に記述する。
太陽神アポローン（ヘーリオス）の息子であるパエトーンは、友人のエパポス達からアポローンの息子であることを強く疑われたため、自分が太陽神の息子であることを証明しようと東の果ての宮殿に赴き、父に願って太陽の戦車を操縦した。しかし、御すのが難しい太陽の戦車はたちまち暴走し、地上のあちこちに大火災を発生させた。このときリビュア（後のマグリブ）は干上がって砂漠となり、アイティオピアー人の肌は焼かれて黒くなった。世界の川はことごとく干上がり、オーケアノスもむき出しとなり、ネプトゥーヌスの眷属であるイルカやアザラシは屍を晒した。地を火の海とされた豊穣の女神ケレースは最高神ユーピテルに助けを求めた。ユーピテルは暴走する太陽を止めるためにやむなく雷霆を投じてパエトーンを撃ち殺した。
パエトーンの死体はエーリダノス川（ポー川）に落ちた。パエトーンの姉妹のヘーリアデスたちは悲嘆のあまり樹木に変身した。母のクリュメネーも悲嘆に耐えず、その樹木をかきむしったところ、垂れた樹液はコハクとなった。
トレミーの48星座の内の1つであるエリダヌス座はこの物語に取材している。